# NGC 7553
NGC 7553 (również PGC 70834, PGC 70842 lub HCG 93D) – galaktyka soczewkowata (S0), znajdująca się w gwiazdozbiorze Pegaza. Odkrył ją 2 listopada 1850 roku Bindon Stoney – asystent Williama Parsonsa. Należy do zwartej grupy galaktyk Hickson 93 (HCG 93).